# Vysoký Újezd (district de Benešov)
Pour les articles homonymes, voir Vysoký Újezd.
Vysoký Újezd (en allemand : Hoch Aujest) est une commune du district de Benešov, dans la région de Bohême-Centrale, en Tchéquie. Sa population s'élevait à 190 habitants en 2020.

## Géographie
Vysoký Újezd se trouve à 9 km à l'ouest-sud-ouest de Týnec nad Sázavou, à 16 km à l'ouest-nord-ouest de Benešov et à 30 km au sud de Prague.
La commune est limitée par Krňany au nord, par Netvořice à l'est et au sud, et par Rabyně au sud et à l'ouest.

## Histoire
La première mention écrite de la localité date de 1352.

## Galerie

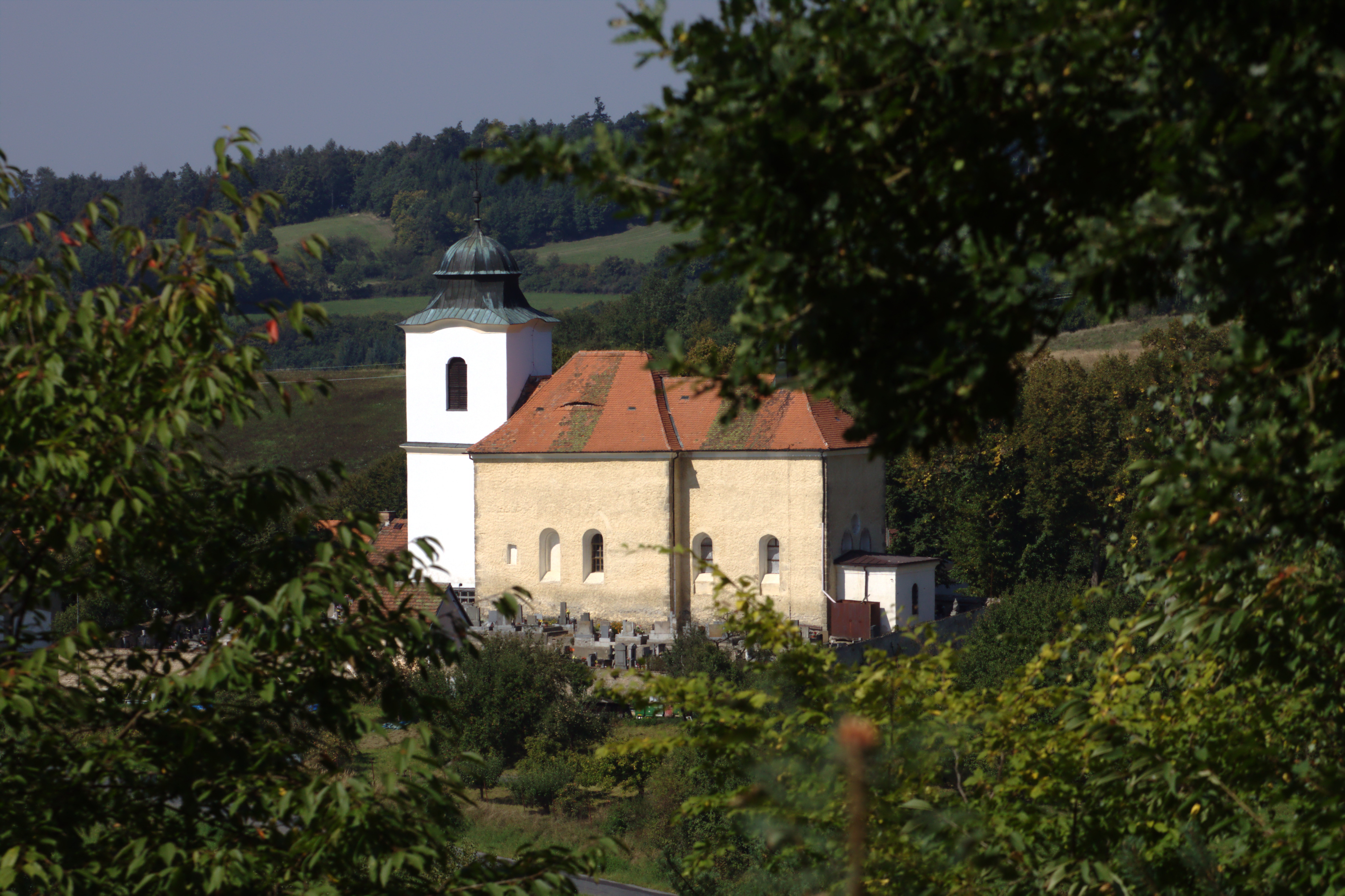
Église de la Nativité.
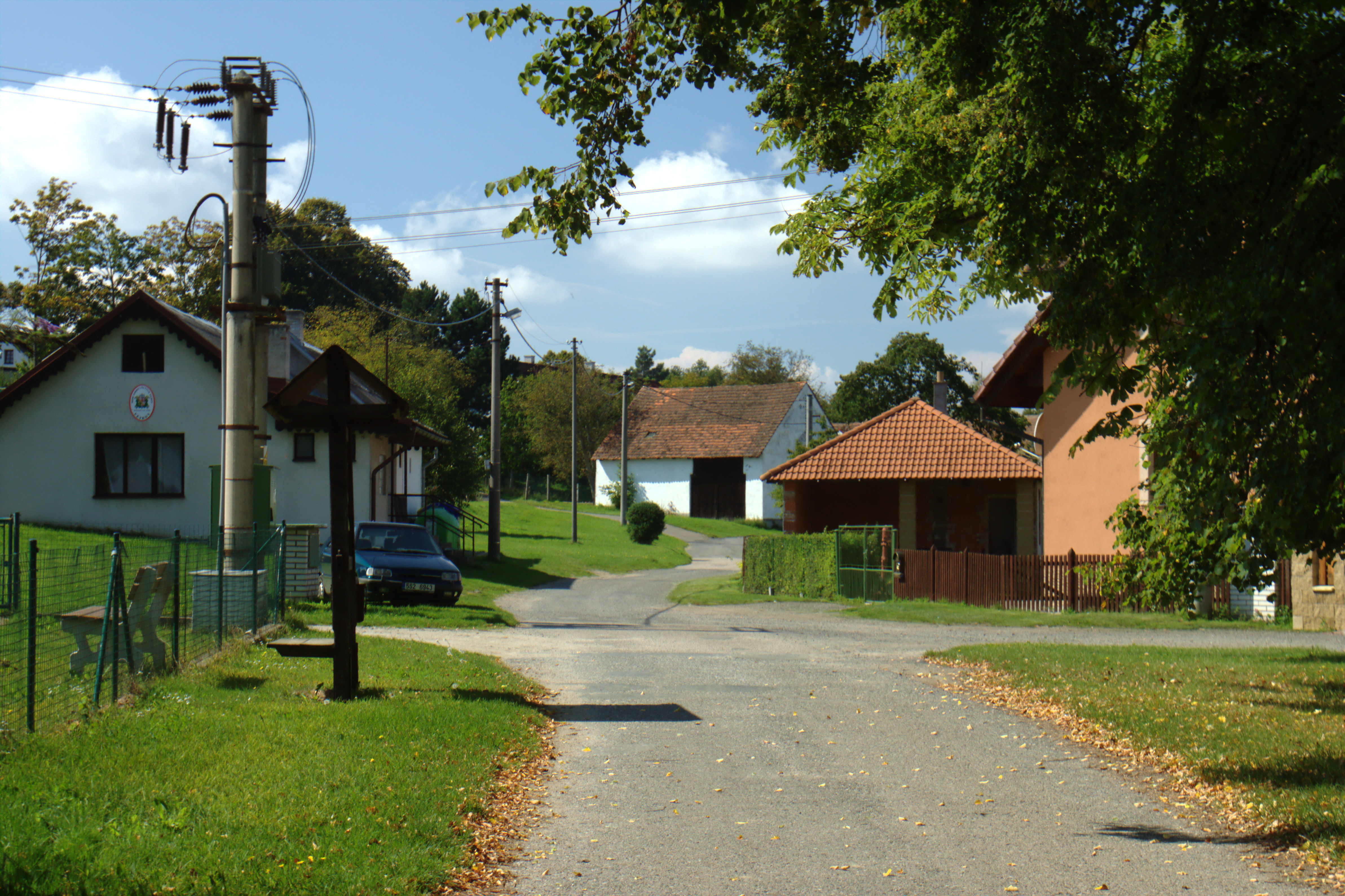
Hameau de Větrov.

## Administration
La commune se compose de deux quartiers :
- Vysoký Újezd
- Větrov